# 19e cérémonie des Razzie Awards
La 19e cérémonie des Razzie Awards a eu lieu le 20 mars 1999 à l'hôtel Huntley de Santa Monica (Californie) pour distinguer les pires productions de l'industrie cinématographique durant l'année 1998.
Ci-dessous la liste complète des nominations, les vainqueurs étant marqués en gras :

## Pire film
- An Alan Smithee Film (An Alan Smithee Film: Burn Hollywood Burn)
  - Armageddon – Michael Bay, Jerry Bruckheimer et Gale Anne Hurd
  - Chapeau melon et bottes de cuir (The Avengers)
  - Godzilla
  - Spice World, le film (Spice World)

## Pire réalisateur
- Gus van Sant pour Psycho
  - Michael Bay pour Armageddon
  - Jeremiah S. Chechik pour Chapeau melon et bottes de cuir (The Avengers)
  - Roland Emmerich pour Godzilla
  - Alan Smithee (alias Arthur Hiller) pour An Alan Smithee Film (An Alan Smithee Film: Burn Hollywood Burn)

## Pire acteur
- Bruce Willis pour le rôle de Harry S. Stamper, chef des foreurs dans Armageddon
- Bruce Willis pour le rôle de l'agent spécial du FBI Arthur "Art" Jeffries dans Code Mercury (Mercury Rising)
- Bruce Willis pour le rôle du major-général William Devereaux dans Couvre-feu (The Siege)
  - Ralph Fiennes dans Chapeau melon et bottes de cuir (The Avengers)
  - Ryan O'Neal dans An Alan Smithee Film (''An Alan Smithee Film: Burn Hollywood Burn)
  - Ryan Phillippe dans Studio 54 (54)
  - Adam Sandler dans Waterboy

## Pire actrice
- Les Spice Girls dans Spice World, le film (Spice World)
  - Yasmine Bleeth dans BASEketball
  - Anne Heche dans Psycho
  - Jessica Lange dans Du venin dans les veines (Hush)
  - Uma Thurman dans Chapeau melon et bottes de cuir (The Avengers)

## Pire second rôle masculin
- Joe Eszterhas (dans son propre rôle) dans An Alan Smithee Film: Burn Hollywood Burn
  - Sean Connery dans Chapeau melon et bottes de cuir (The Avengers)
  - Roger Moore dans Spice World, le film (Spice World)
  - Joe Pesci dans L'Arme fatale 4 (Lethal Weapon 4)
  - Sylvester Stallone (dans son propre rôle) dans An Alan Smithee Film (An Alan Smithee Film: Burn Hollywood Burn)

## Pire second rôle féminin
- Maria Pitillo dans Godzilla
  - Ellen Albertini Dow dans Studio 54 (54)
  - Jenny McCarthy dans BASEketball
  - Liv Tyler pour le rôle de Grace Stamper dans Armageddon
  - Raquel Welch dans Chairman of the Board

## Pire scénario
- An Alan Smithee Film (An Alan Smithee Film: Burn Hollywood Burn) – Joe Eszterhas
  - Armageddon – J. J. Abrams et Jonathan Hensleigh
  - Chapeau melon et bottes de cuir (The Avengers) – Don MacPherson (en)
  - Godzilla – Dean Devlin et Roland Emmerich
  - Spice World, le film (Spice World) – Kim Fuller

## Pire couple à l'écran
- Leonardo DiCaprio (dans le rôle des jumeaux) dans L'Homme au masque de fer (The Man in the Iron Mask)
  - Ben Affleck et Liv Tyler dans Armageddon
  - N'importe quelle combinaison de deux personnages, parties anatomiques ou d'accessoires de mode dans Spice World, le film (Spice World)
  - N'importe quel couple de personnes interprétant leur propre rôle (ou jouant avec eux-mêmes) dans An Alan Smithee Film: Burn Hollywood Burn
  - Ralph Fiennes et Uma Thurman dans Chapeau melon et bottes de cuir (The Avengers)

## Pire révélation
- Joe Eszterhas dans An Alan Smithee Film (An Alan Smithee Film: Burn Hollywood Burn)
  - Jerry Springer dans Ringmaster
  - Barney dans Barney's Great Adventure
  - Carrot Top dans Chairman of the Board
  - Les Spice Girls dans Spice World, le film (Spice World)

## Pire bande originale
- I Wanna Be Mike Ovitz! dans An Alan Smithee Film (An Alan Smithee Film: Burn Hollywood Burn), écrite par Joe Eszterhas et Gary G-Wiz
  - Barney, The Song » dans Barney's Great Adventure, écrite par Jerry Herman
  - I Don't Want to Miss a Thing dans Armageddon, écrite par Diane Warren
  - Storm dans Chapeau melon et bottes de cuir (The Avengers), écrite par Bruce Woolley, Chris Elliott, Marius deVries, Betsy Cook et Andy Caine
  - Too Much dans Spice World, le film (Spice World), écrite par les Spice Girls, Andy Watkins et Paul Wilson

## Pire remake ou suite
(NB : les 5 nommés étaient des remakes, aucune suite. C'est par ailleurs la première fois dans l'histoire des Razzie Awards qu'il y a 3 ex æquo)

- Chapeau melon et bottes de cuir (The Avengers)
- Godzilla
- Psycho
  - Perdus dans l'espace (Lost in Space)
  - Rencontre avec Joe Black (Meet Joe Black)

## Pire tendance cinématographique de l'année
- « Gidgets 'n' Geezers » (un premier rôle masculin de 58 ans courtisant un premier rôle féminin de 28 ans)
  - « Si vous avez vu la bande-annonce, à quoi bon voir le film ? » (bandes-annonce qui dévoilent toute l'intrigue du film)
  - « Une histoire de 30 minutes racontée en moins de 3 heures » (des films plus loooongs … des histoires plus courtes)
  - « THX : le public est assourdi » (le son si fort qu'il correspond à un assaut sans arme mortelle)
  - « Yo quiero Tacky Tie-ins » (superproductions en concurrence directe : Armageddon, Godzilla …)